# Campionato Meridionale 1928-1929
Il Campionato Meridionale 1928-1929 fu un campionato di calcio disputato nel Mezzogiorno e parte del Centro Italia.

## Stagione

### Antefatti
L'idea di un campionato meridionale fu concepita dalla FIGC nell'agosto del 1928 allorquando i piani federali di allargare a due gironi (con finale per la promozione in Serie B tra le vincenti) il Gruppo Sud del torneo cadetto del Direttorio Divisioni Superiori non andarono in porto a causa delle difficoltà economiche delle società centro-meridionali, molte delle quali rinunciarono a iscriversi alla Prima Divisione per gli eccessivi costi della competizione rispetto agli scarni incassi che ancora generava lo sport del calcio alle basse latitudini della penisola. Leandro Arpinati e il Direttorio Federale, preso atto che non si era raggiunto un numero di iscrizioni sufficiente per formare i due progettati gironi del Gruppo Sud di Prima Divisione, concepirono quindi una nuova competizione organizzata su gironi più piccoli, e quindi con più contenute spese di trasporto ed alloggio fuori sede, e che al contempo servisse, come si diceva allora, di propaganda perché dava la possibilità a piccoli sodalizi di confrontarsi con realtà più grandi ed evolute. Il 7 agosto 1928, dunque, il Direttorio Federale annunciò:
(Comunicato della FIGC pubblicato sulla "Gazzetta del Mezzogiorno".)
La Presidenza Federale, preso atto delle difficoltà finanziarie delle società centro-meridionali gravate dagli alti costi dei trasporti pubblici e privati, decise dunque di affidare la gestione del Gruppo Sud del campionato di Prima Divisione non più al Direttorio Divisioni Superiori ma al Direttorio Meridionale (ex Direttorio Divisioni Superiori Sud), l'ente a cui era demandata l'organizzazione della Seconda Divisione Sud e che meglio avrebbe redistribuito le società partecipanti in gironi omogenei per costi, distanze e suddivisione geografica. Il Direttorio Meridionale nella stagione 1928-1929 organizzò soltanto il campionato di Prima Divisione allargando i quadri e inserendo tutte le società che avrebbero dovuto iscriversi alla Seconda Divisione. Il regolamento, stilato all'inizio del campionato, prevedeva la promozione in Serie B della sola vincitrice il girone di finale.
Dunque, non essendosi disputata la Seconda Divisione Sud nella stagione 1928-1929, di fatto il campionato organizzato dal Direttorio Meridionale nella stagione 1928-1929 era una sorta di campionato misto di Prima e Seconda Divisione Sud, ed era chiamato dalla stampa e dalle fonti ufficiali Campionato meridionale o Prima Divisione Sud. Come ognuno dei tre gironi settentrionali di Prima Divisione, il campionato meridionale metteva in palio una promozione in Serie B, a conferma del rango di Prima Divisione. A differenza della Divisione Nazionale e della Prima Divisione Nord, che sarebbero partite contemporaneamente il 30 settembre 1928 e che sarebbero state gestite dal Direttorio Divisioni Superiori, il Campionato Meridionale sarebbe passato nelle competenze dell'ente cui era deputata l'organizzazione della Seconda Divisione Sud e sarebbe partito il 7 ottobre, in contemporanea con la Seconda Divisione Nord. Le tasse di iscrizione, inoltre, furono notevolmente ridotte, rendendole equivalenti a quelle della più modesta Seconda Divisione.
Non lasci trarre in inganno il numero delle società in difficoltà a fine campionato. Le società partecipanti erano consapevoli degli alti costi e la F.I.G.C. nei loro confronti era ben tutelata fin dall'inizio imponendo un cospicuo deposito cauzionale che garantiva il pagamento delle sanzioni per rinuncia e una parte di quelle irrogate per mancato pagamento delle indennità di trasferta (14 biglietti di andata e ritorno da pagare alle società ospitate prima dell'inizio della gara, più una percentuale fissa da calcolare sugli incassi della partita).
Per tutelarsi dal malcostume di rinunciare alle partite da disputarsi sul terreno amico (avendo già usufruito delle indennità di trasferta in campo avverso) la F.I.G.C. impose un limite alle rinunce escludendo dal campionato alla quarta rinuncia le società che ne avevano troppo abusato cancellandole dalla classifica con i risultati conseguiti al momento dell'esclusione definitiva.
E il risultato fu subito evidente: ben poche società non portarono a termine il campionato.

Ancora una volta la Federazione fu particolarmente dura e inesorabile con le società che non pagavano alle consorelle l'indennità di trasferta escludendole dal campionato.
Il Regime Fascista con questi "fallimenti" fu ancora più duro: revocò i Consigli Direttivi delle società indebitate azzerandone i direttivi nominando dei Commissari Fascisti, impedendo poi ai dirigenti rimossi la nomina in tutte le altre associazioni sportive affiliate al CONI.

### Avvenimenti
Il torneo fu strutturato su cinque zone liberamente corrispondenti ai comitati regionali all'epoca esistenti, sostanzialmente quelli della vecchia Lega Sud: le Marche, il Lazio, la Campania, la Puglia e la Sicilia, con campani e siciliani a loro volta riuniti fra loro, e le zone non rappresentate aggregate a quelle maggiori. Le quattro vincitrici locali avrebbero dovuto contendersi il titolo interregionale e la promozione nell'istituenda Serie B.
Tuttavia continui cambiamenti in corsa stravolsero la formula del torneo, si insinuò per favorire il Palermo, la squadra dell'unico grande centro italiano che Arpinati non era riuscito a traslare in Divisione Nazionale in quell'estate per il semplice fatto che i rosanero si trovavano al momento inattivi ed in stato di liquidazione. Quando la ex Vigor, che aveva ridato vita al sodalizio siciliano, non riuscì a superare la fase regionale venendo estromessa da Siracusa e Messina, i rosanero e la Salernitana (eliminata anch'essa nella fase regionale) presentarono reclamo chiedendo l'ammissione in soprannumero alla seconda fase del girone D (Sicilia e Campania); il 1 aprile 1929, con la seconda fase già cominciata da tre settimane, il Direttorio Federale accolse, seppur tardivamente, la richiesta delle due società, con la motivazione di rendere più interessante il prosieguo del torneo. Con la stessa argomentazione la Federazione decise successivamente di ammettere alla fase subnazionale anche le seconde classificate di ognuno dei quattro raggruppamenti interregionali, tra cui il Palermo (ripescato per la seconda volta) e il Lecce (che avrebbe poi vinto il campionato). A causa del ripescaggio delle seconde classificate alla fase finale, essa venne ristrutturata su due gironi di semifinale, le cui vincenti avrebbero disputato la finale per la promozione in Serie B.
Le polemiche non si spensero neanche durante lo svolgimento delle semifinali. Alla penultima giornata la trasferta dei rosa-nero a Cagliari sfociò in una rissa in campo e sugli spalti, a causa dell'arbitraggio giudicato di parte dai sardi; in particolare al 26' della ripresa il portiere rosanero, aggredito da uno spettatore, fu costretto ad abbandonare il campo per essere trasportato in ospedale. Sul campo il Palermo aveva perso per 3-2 ma il Direttorio Meridionale inflisse ai cagliaritani la sconfitta a tavolino, provvedimento che li escludeva di fatto da ogni speranza di promozione; per tutta risposta essi decisero per l'ultima giornata, in sfregio ai rivali siciliani, di dare partita vinta per forfait al Lecce che così chiuse il girone in testa alla graduatoria; la partita Cagliari-Lecce si disputò comunque come amichevole terminando 5-1, anche perché i pugliesi, avendo già ottenuto la vittoria a tavolino, non si impegnarono molto. L'immediato ricorso rosanero mise in imbarazzo il Direttorio, il quale deferì la spinosa decisione alla FIGC, che impose d'urgenza la disputa di una gara straordinaria di qualificazione fra giallorossi e rosa-nero da svolgersi a Napoli: furono però i giallorossi ad imporsi estromettendo definitivamente i siciliani. In una finale tutta pugliese, a Bari il Lecce superò il Taranto e guadagnò la sua prima promozione in Serie B.
A fine campionato non mancarono le proteste per l'eccessivo protrarsi del campionato (terminato addirittura ad agosto) e vi fu chi auspicò il ritorno alla Prima Divisione Sud a girone unico gestita direttamente dal Direttorio Divisioni Superiori, che, se da un lato comportava spese di iscrizione e di gestione maggiori, in compenso garantiva incassi maggiori dovuti a incontri di maggiore attrattiva. Fu anche proposto invano di allargare a due gironi la prima edizione della Serie B della Divisione Nazionale e di ammettervi d'ufficio le semifinaliste del campionato meridionale di Prima Divisione; la formula a due gironi con criterio territoriale avrebbe ridotto le elevate spese di gestione per la partecipazione al campionato cadetto, che garantiva introiti minori rispetto alla massima divisione. La Federazione accolse solo in parte queste proposte, facendo tornare il Gruppo Sud della Prima Divisione a girone unico ma affidandolo ancora al Direttorio Meridionale che nella stagione 1929-1930 organizzò anche il campionato di Seconda Divisione alla quale furono incluse le squadre escluse dal girone unico nonché le neopromosse dalla Terza Divisione.

## Girone A

### Squadre partecipanti
| Club                               | Stagione | Città              | Stadio | Stagione precedente                             |
| ---------------------------------- | -------- | ------------------ | ------ | ----------------------------------------------- |
| S.S. Ardita                        | -        | Roma               |        | 4º posto in Seconda Divisione/Sud-B             |
| C.S. Cagliari                      | dettagli | Cagliari           |        | 1º posto in Terza Divisione/Sardegna            |
| A.C. 114ª Legione M.V.S.N. Tivoli  | dettagli | Tivoli (RM)        |        | 8º posto in Prima Divisione/D                   |
| A.C. 115ª Legione M.V.S.N. Viterbo | dettagli | Viterbo            |        | 4º posto in Seconda Divisione/Sud-B             |
| S.S. Civitavecchiese               | dettagli | Civitavecchia (RM) |        | 8º posto in Seconda Divisione/Sud-B             |
| Juventus F.C.                      | dettagli | Roma               |        | 9º posto in Seconda Divisione/Sud-B             |
| F.S. Ostiense                      | dettagli | RM-Ostia (RM)      |        | 2º posto in Seconda Divisione/Sud-B             |
| C.S. Romano Virtus Goliarda        | -        | Roma               |        | 1º posto in 2ª Div./Sud-B, 1º posto in fin./Sud |
| S.S. Sempre Pronti                 | -        | Roma               |        | 5º posto in Terza Divisione/Lazio               |
| Pol.F. Ternana                     | dettagli | Terni              |        | 2º posto in Prima Divisione/D                   |
| A.S. Trastevere                    | dettagli | Roma               |        | 1º posto in Terza Divisione/Lazio               |
| S.S. Vittoria                      | dettagli | Roma               |        | 6º posto in Seconda Divisione/Sud-B             |

### Classifica finale
|  | Pos. | Squadra                   | Pt | G  | V  | N | P  | GF | GS |
|  | ---- | ------------------------- | -- | -- | -- | - | -- | -- | -- |
|  | 1.   | Cagliari                  | 36 | 22 | 17 | 2 | 3  | 58 | 16 |
|  | 2.   | Ternana                   | 28 | 22 | 12 | 4 | 6  | 38 | 22 |
|  | 3.   | Virtus Goliarda           | 26 | 22 | 11 | 4 | 7  | 32 | 19 |
|  | 3.   | Ostiense                  | 26 | 22 | 12 | 2 | 8  | 42 | 37 |
|  | 5.   | Trastevere                | 25 | 22 | 10 | 5 | 7  | 40 | 24 |
|  | 6.   | 114ª Leg. Tivoli          | 24 | 22 | 11 | 2 | 9  | 52 | 27 |
|  | 7.   | Juventus Roma             | 20 | 22 | 7  | 6 | 9  | 36 | 38 |
|  | 8.   | Civitavecchiese           | 18 | 22 | 7  | 4 | 11 | 27 | 41 |
|  | 8.   | 115ª Legione MVSN Viterbo | 18 | 22 | 8  | 2 | 12 | 32 | 58 |
|  | 10.  | Ardita Roma (-1)          | 15 | 22 | 6  | 4 | 12 | 21 | 33 |
|  | 10.  | Sempre Pronti (-1)        | 15 | 22 | 5  | 6 | 11 | 27 | 52 |
|  | 12.  | Vittoria (-1)             | 10 | 22 | 5  | 1 | 16 | 21 | 59 |

Legenda:
      Ammesso alle semifinali.
      Retrocesso in Seconda Divisione 1929-1930.
Regolamento:
Due punti a vittoria, uno a pareggio, zero a sconfitta.
Vigeva il pari merito. In caso di assegnazione di un titolo (promozione o retrocessione) veniva disputata una gara di spareggio.
Note:
Ardita, Sempre Pronti e Vittoria hanno scontato 1 punto di penalizzazione per una rinuncia.
Ternana ammessa in semifinale per delibera FIGC.
La classifica è controversa.

### Calendario
| andata (1ª) | andata (1ª) | Prima giornata              | ritorno (12ª) | ritorno (12ª) |
|             |             |                             |               |               |
| 14 ott.     | 0-2         | 115ª Leg. Viterbo-Ardita    | 2-3           | 20 gen.       |
| 14 ott.     | 3-1         | Ostiense-114ª Leg. Tivoli   | 0-7           | 20 gen.       |
| 14 ott.     | 2-1         | Virtus Goliarda-Cagliari    | 0-0           | 20 gen.       |
| 14 ott.     | 1-1         | Sempre Pronti-Juventus Roma | 1-3           | 20 gen.       |
| 14 ott.     | 1-0         | Ternana-Trastevere          | 0-0           | 20 gen.       |
| 14 ott.     | 3-2         | Vittoria-Civitavecchiese    | 0-3           | 20 gen.       |

| andata (2ª) | andata (2ª) | Seconda giornata            | ritorno (13ª) | ritorno (13ª) |
|             |             |                             |               |               |
| 21 ott.     | 3-0         | 114ª Leg. Tivoli-Trastevere | 0-0           | 27 gen.       |
| 21 ott.     | 0-3         | 115ª Leg. Viterbo-Cagliari  | 0-4           | 27 gen.       |
| 21 ott.     | 0-3         | Ardita-Juventus Roma        | 0-0           | 27 gen.       |
| 21 ott.     | 3-3         | Civitavecchiese-Ternana     | 0-3           | 27 gen.       |
| 21 ott.     | 1-1         | Ostiense-Sempre Pronti      | 1-2           | 3 mar.        |
| 21 ott.     | 1-0         | Virtus Goliarda-Vittoria    | 1-0           | 3 mar.        |

| andata (3ª) | andata (3ª) | Terza giornata                    | ritorno (14ª) | ritorno (14ª) |
|             |             |                                   |               |               |
| 28 ott.     | 1-2         | 115ª Leg. Viterbo-Virtus Goliarda | 1-0           | 3 feb.        |
| 28 ott.     | 5-1         | Juventus Roma-Civitavecchiese     | 0-1           | 3 feb.        |
| 28 ott.     | 1-0         | Ostiense-Cagliari                 | 1-3           | 3 feb.        |
| 28 ott.     | 1-1         | Sempre Pronti-Ternana             | 0-2           | 3 feb.        |
| 28 ott.     | 4-0         | Trastevere-Ardita                 | 2-0           | 3 feb.        |
| 28 ott.     | 0-5         | Vittoria-114ª Leg. Tivoli         | 0-7           | 3 feb.        |

| andata (4ª) | andata (4ª) | Quarta giornata                    | ritorno (15ª) | ritorno (15ª) |
|             |             |                                    |               |               |
| 4 nov.      | 6-1         | 114ª Leg. Tivoli-115ª Leg. Viterbo | 0-1           | 10 feb.       |
| 4 nov.      | 3-0         | Cagliari-Sempre Pronti             | 2-0           | 10 feb.       |
| 4 nov.      | 0-0         | Civitavecchiese-Trastevere         | 2-4           | 10 feb.       |
| 4 nov.      | 0-2         | Juventus Roma-Ternana              | 0-1           | 10 feb.       |
| 4 nov.      | 2-0         | Virtus Goliarda-Ostiense           | 3-2           | 10 feb.       |
| 4 nov.      | 2-1         | Vittoria-Ardita                    | 1-3           | 10 feb.       |

| andata (5ª) | andata (5ª) | Quinta giornata                | ritorno (16ª) | ritorno (16ª) |
|             |             |                                |               |               |
| 18 nov.     | 4-1         | 115ª Leg. Viterbo-Ostiense     | 1-8           | 17 feb.       |
| 18 nov.     | 0-1         | Juventus Roma-114ª Leg. Tivoli | 2-0           | 17 feb.       |
| 2 dic.      | 2-1         | Civitavecchiese-Sempre Pronti  | 3-3           | 17 feb.       |
| 18 nov.     | 1-0         | Ternana-Ardita                 | 2-1           | 17 feb.       |
| 18 nov.     | 1-1         | Trastevere-Virtus Goliarda     | 2-1           | 17 feb.       |
| 18 nov.     | 1-5         | Vittoria-Cagliari              | 0-2           | 17 feb.       |

| andata (6ª) | andata (6ª) | Sesta giornata                  | ritorno (17ª) | ritorno (17ª) |
|             |             |                                 |               |               |
| 25 nov.     | 3-2         | 114ª Leg. Tivoli-Ternana        | 0-1           | 24 feb.       |
| 25 nov.     | 2-1         | Ardita-Civitavecchiese          | 0-1           | 24 feb.       |
| 25 nov.     | 1-0         | Cagliari-Trastevere             | 4-2           | 24 feb.       |
| 25 nov.     | 3-1         | Ostiense-Vittoria               | 2-0           | 24 feb.       |
| 25 nov.     | 1-1         | Virtus Goliarda-Juventus Roma   | 0-0           | 24 feb.       |
| 25 nov.     | 4-1         | Sempre Pronti-115ª Leg. Viterbo | 2-2           | 24 feb.       |

| andata (7ª) | andata (7ª) | Settima giornata                 | ritorno (18ª) | ritorno (18ª) |
|             |             |                                  |               |               |
| 9 dic.      | 4-1         | Ardita-Sempre Pronti             | 0-0           | 10 mar.       |
| 9 dic.      | 3-4         | Civitavecchiese-114ª Leg. Tivoli | 1-0           | 7 apr.        |
| 9 dic.      | 2-2         | Juventus Roma-Cagliari           | 1-10          | 10 mar.       |
| 9 dic.      | 3-1         | Ternana-Virtus Goliarda          | 2-3           | 7 apr.        |
| 9 dic.      | 0-2         | Trastevere-Ostiense              | 2-3           | 10 mar.       |
| 9 dic.      | 3-0         | Vittoria-115ª Leg. Viterbo       | 2-3           | 7 apr.        |

| andata (8ª) | andata (8ª) | Ottava giornata                 | ritorno (19ª) | ritorno (19ª) |
|             |             |                                 |               |               |
| 16 dic.     | 1-0         | 114ª Leg. Tivoli-Ardita         | 1-1           | 17 mar.       |
| 16 dic.     | 3-2         | 115ª Leg. Viterbo-Trastevere    | 0-3           | 17 mar.       |
| 16 dic.     | 2-1         | Cagliari-Ternana                | 1-2           | 17 mar.       |
| 16 dic.     | 2-3         | Ostiense-Juventus Roma          | 4-3           | 17 mar.       |
| 16 dic.     | 1-0         | Civitavecchiese-Virtus Goliarda | 0-2           | 17 mar.       |
| 16 dic.     | 2-4         | Sempre Pronti-Vittoria          | 2-0           | 17 mar.       |

| andata (9ª) | andata (9ª) | Nona giornata                   | ritorno (20ª) | ritorno (20ª) |
|             |             |                                 |               |               |
| 23 dic.     | 10-2        | 114ª Leg. Tivoli-Sempre Pronti  | 0-1           | 31 mar.       |
| 13 gen.     | 1-0         | Ardita-Virtus Goliarda          | 0-2           | 31 mar.       |
| 23 dic.     | 0-3         | Civitavecchiese-Cagliari        | 0-3           | 31 mar.       |
| 23 dic.     | 5-1         | Juventus Roma-115ª Leg. Viterbo | 2-4           | 31 mar.       |
| 23 dic.     | 1-2         | Ternana-Ostiense                | 0-1           | 31 mar.       |
| 23 dic.     | 3-0         | Trastevere-Vittoria             | 4-1           | 28 apr.       |

| andata (10ª) | andata (10ª) | Decima giornata                  | ritorno (21ª) | ritorno (21ª) |
|              |              |                                  |               |               |
| 30 dic.      | 2-1          | 115ª Leg. Viterbo-Ternana        | 1-3           | 14 apr.       |
| 30 dic.      | 3-1          | Cagliari-Ardita                  | 2-0           | 14 apr.       |
| 30 dic.      | 0-1          | Ostiense-Civitavecchiese         | 1-0           | 14 apr.       |
| 30 dic.      | 5-0          | Virtus Goliarda-114ª Leg. Tivoli | 0-1           | 14 apr.       |
| 30 dic.      | 0-3          | Sempre Pronti-Trastevere         | 1-4           | 14 apr.       |
| 13 gen.      | 0-3          | Vittoria-Juventus Roma           | 2-1           | 14 apr.       |

| andata (11ª) | andata (11ª) | Undicesima giornata               | ritorno (22ª) | ritorno (22ª) |
|              |              |                                   |               |               |
| 6 gen.       | 1-2          | 114ª Leg. Tivoli-Cagliari         | 1-2           | 5 mag.        |
| 6 gen.       | 1-3          | Ardita-Ostiense                   | 1-1           | 21 apr.       |
| 13 gen.      | 2-2          | Civitavecchiese-115ª Leg. Viterbo | 0-2           | 5 mag.        |
| 6 gen.       | 4-0          | Virtus Goliarda-Sempre Pronti     | 1-2           | 28 apr.       |
| 6 gen.       | 6-1          | Ternana-Vittoria                  | 0-0           | 21 apr.       |
| 3 mar.       | 1-1          | Trastevere-Juventus Roma          | 3-0           | 21 apr.       |

| andata (1ª) | andata (1ª) | Prima giornata              | ritorno (12ª) | ritorno (12ª) |
|             |             |                             |               |               |
| 14 ott.     | 0-2         | 115ª Leg. Viterbo-Ardita    | 2-3           | 20 gen.       |
| 14 ott.     | 3-1         | Ostiense-114ª Leg. Tivoli   | 0-7           | 20 gen.       |
| 14 ott.     | 2-1         | Virtus Goliarda-Cagliari    | 0-0           | 20 gen.       |
| 14 ott.     | 1-1         | Sempre Pronti-Juventus Roma | 1-3           | 20 gen.       |
| 14 ott.     | 1-0         | Ternana-Trastevere          | 0-0           | 20 gen.       |
| 14 ott.     | 3-2         | Vittoria-Civitavecchiese    | 0-3           | 20 gen.       |

| andata (2ª) | andata (2ª) | Seconda giornata            | ritorno (13ª) | ritorno (13ª) |
|             |             |                             |               |               |
| 21 ott.     | 3-0         | 114ª Leg. Tivoli-Trastevere | 0-0           | 27 gen.       |
| 21 ott.     | 0-3         | 115ª Leg. Viterbo-Cagliari  | 0-4           | 27 gen.       |
| 21 ott.     | 0-3         | Ardita-Juventus Roma        | 0-0           | 27 gen.       |
| 21 ott.     | 3-3         | Civitavecchiese-Ternana     | 0-3           | 27 gen.       |
| 21 ott.     | 1-1         | Ostiense-Sempre Pronti      | 1-2           | 3 mar.        |
| 21 ott.     | 1-0         | Virtus Goliarda-Vittoria    | 1-0           | 3 mar.        |

| andata (3ª) | andata (3ª) | Terza giornata                    | ritorno (14ª) | ritorno (14ª) |
|             |             |                                   |               |               |
| 28 ott.     | 1-2         | 115ª Leg. Viterbo-Virtus Goliarda | 1-0           | 3 feb.        |
| 28 ott.     | 5-1         | Juventus Roma-Civitavecchiese     | 0-1           | 3 feb.        |
| 28 ott.     | 1-0         | Ostiense-Cagliari                 | 1-3           | 3 feb.        |
| 28 ott.     | 1-1         | Sempre Pronti-Ternana             | 0-2           | 3 feb.        |
| 28 ott.     | 4-0         | Trastevere-Ardita                 | 2-0           | 3 feb.        |
| 28 ott.     | 0-5         | Vittoria-114ª Leg. Tivoli         | 0-7           | 3 feb.        |

| andata (4ª) | andata (4ª) | Quarta giornata                    | ritorno (15ª) | ritorno (15ª) |
|             |             |                                    |               |               |
| 4 nov.      | 6-1         | 114ª Leg. Tivoli-115ª Leg. Viterbo | 0-1           | 10 feb.       |
| 4 nov.      | 3-0         | Cagliari-Sempre Pronti             | 2-0           | 10 feb.       |
| 4 nov.      | 0-0         | Civitavecchiese-Trastevere         | 2-4           | 10 feb.       |
| 4 nov.      | 0-2         | Juventus Roma-Ternana              | 0-1           | 10 feb.       |
| 4 nov.      | 2-0         | Virtus Goliarda-Ostiense           | 3-2           | 10 feb.       |
| 4 nov.      | 2-1         | Vittoria-Ardita                    | 1-3           | 10 feb.       |

| andata (5ª) | andata (5ª) | Quinta giornata                | ritorno (16ª) | ritorno (16ª) |
|             |             |                                |               |               |
| 18 nov.     | 4-1         | 115ª Leg. Viterbo-Ostiense     | 1-8           | 17 feb.       |
| 18 nov.     | 0-1         | Juventus Roma-114ª Leg. Tivoli | 2-0           | 17 feb.       |
| 2 dic.      | 2-1         | Civitavecchiese-Sempre Pronti  | 3-3           | 17 feb.       |
| 18 nov.     | 1-0         | Ternana-Ardita                 | 2-1           | 17 feb.       |
| 18 nov.     | 1-1         | Trastevere-Virtus Goliarda     | 2-1           | 17 feb.       |
| 18 nov.     | 1-5         | Vittoria-Cagliari              | 0-2           | 17 feb.       |

| andata (6ª) | andata (6ª) | Sesta giornata                  | ritorno (17ª) | ritorno (17ª) |
|             |             |                                 |               |               |
| 25 nov.     | 3-2         | 114ª Leg. Tivoli-Ternana        | 0-1           | 24 feb.       |
| 25 nov.     | 2-1         | Ardita-Civitavecchiese          | 0-1           | 24 feb.       |
| 25 nov.     | 1-0         | Cagliari-Trastevere             | 4-2           | 24 feb.       |
| 25 nov.     | 3-1         | Ostiense-Vittoria               | 2-0           | 24 feb.       |
| 25 nov.     | 1-1         | Virtus Goliarda-Juventus Roma   | 0-0           | 24 feb.       |
| 25 nov.     | 4-1         | Sempre Pronti-115ª Leg. Viterbo | 2-2           | 24 feb.       |

| andata (7ª) | andata (7ª) | Settima giornata                 | ritorno (18ª) | ritorno (18ª) |
|             |             |                                  |               |               |
| 9 dic.      | 4-1         | Ardita-Sempre Pronti             | 0-0           | 10 mar.       |
| 9 dic.      | 3-4         | Civitavecchiese-114ª Leg. Tivoli | 1-0           | 7 apr.        |
| 9 dic.      | 2-2         | Juventus Roma-Cagliari           | 1-10          | 10 mar.       |
| 9 dic.      | 3-1         | Ternana-Virtus Goliarda          | 2-3           | 7 apr.        |
| 9 dic.      | 0-2         | Trastevere-Ostiense              | 2-3           | 10 mar.       |
| 9 dic.      | 3-0         | Vittoria-115ª Leg. Viterbo       | 2-3           | 7 apr.        |

| andata (8ª) | andata (8ª) | Ottava giornata                 | ritorno (19ª) | ritorno (19ª) |
|             |             |                                 |               |               |
| 16 dic.     | 1-0         | 114ª Leg. Tivoli-Ardita         | 1-1           | 17 mar.       |
| 16 dic.     | 3-2         | 115ª Leg. Viterbo-Trastevere    | 0-3           | 17 mar.       |
| 16 dic.     | 2-1         | Cagliari-Ternana                | 1-2           | 17 mar.       |
| 16 dic.     | 2-3         | Ostiense-Juventus Roma          | 4-3           | 17 mar.       |
| 16 dic.     | 1-0         | Civitavecchiese-Virtus Goliarda | 0-2           | 17 mar.       |
| 16 dic.     | 2-4         | Sempre Pronti-Vittoria          | 2-0           | 17 mar.       |

| andata (9ª) | andata (9ª) | Nona giornata                   | ritorno (20ª) | ritorno (20ª) |
|             |             |                                 |               |               |
| 23 dic.     | 10-2        | 114ª Leg. Tivoli-Sempre Pronti  | 0-1           | 31 mar.       |
| 13 gen.     | 1-0         | Ardita-Virtus Goliarda          | 0-2           | 31 mar.       |
| 23 dic.     | 0-3         | Civitavecchiese-Cagliari        | 0-3           | 31 mar.       |
| 23 dic.     | 5-1         | Juventus Roma-115ª Leg. Viterbo | 2-4           | 31 mar.       |
| 23 dic.     | 1-2         | Ternana-Ostiense                | 0-1           | 31 mar.       |
| 23 dic.     | 3-0         | Trastevere-Vittoria             | 4-1           | 28 apr.       |

| andata (10ª) | andata (10ª) | Decima giornata                  | ritorno (21ª) | ritorno (21ª) |
|              |              |                                  |               |               |
| 30 dic.      | 2-1          | 115ª Leg. Viterbo-Ternana        | 1-3           | 14 apr.       |
| 30 dic.      | 3-1          | Cagliari-Ardita                  | 2-0           | 14 apr.       |
| 30 dic.      | 0-1          | Ostiense-Civitavecchiese         | 1-0           | 14 apr.       |
| 30 dic.      | 5-0          | Virtus Goliarda-114ª Leg. Tivoli | 0-1           | 14 apr.       |
| 30 dic.      | 0-3          | Sempre Pronti-Trastevere         | 1-4           | 14 apr.       |
| 13 gen.      | 0-3          | Vittoria-Juventus Roma           | 2-1           | 14 apr.       |

| andata (11ª) | andata (11ª) | Undicesima giornata               | ritorno (22ª) | ritorno (22ª) |
|              |              |                                   |               |               |
| 6 gen.       | 1-2          | 114ª Leg. Tivoli-Cagliari         | 1-2           | 5 mag.        |
| 6 gen.       | 1-3          | Ardita-Ostiense                   | 1-1           | 21 apr.       |
| 13 gen.      | 2-2          | Civitavecchiese-115ª Leg. Viterbo | 0-2           | 5 mag.        |
| 6 gen.       | 4-0          | Virtus Goliarda-Sempre Pronti     | 1-2           | 28 apr.       |
| 6 gen.       | 6-1          | Ternana-Vittoria                  | 0-0           | 21 apr.       |
| 3 mar.       | 1-1          | Trastevere-Juventus Roma          | 3-0           | 21 apr.       |

## Girone B

### Squadre partecipanti
| Club                          | Stagione | Città                     | Stadio | Stagione precedente                                       |
| ----------------------------- | -------- | ------------------------- | ------ | --------------------------------------------------------- |
| Abruzzo                       | dettagli | Pescara                   |        | Rifondazione della T. Acerbo dopo anno sabbatico          |
| G.S. 137ª Legione MVSN Virtus | dettagli | Lanciano (CH)             |        | 1º posto in Terza Divisione/Abruzzi                       |
| U.S. Foggia                   | dettagli | Foggia                    |        | 4º posto in Prima Divisione/D                             |
| S.S. Macerata                 | dettagli | Macerata                  |        | 4º posto in Terza Divisione/Marche-B                      |
| U.S. Pippo Massangioli        | dettagli | Chieti                    |        | 2º posto in Seconda Divisione/Sud-A                       |
| F.S. Rosetano                 | dettagli | Roseto degli Abruzzi (TE) |        | 1º posto in Seconda Divisione/Sud-A, 2º posto in fin./Sud |
| C.S. Vigor                    | dettagli | Ascoli Piceno             | -      | 3º posto in Seconda Divisione/Sud-A                       |
| U.S. Vigor                    | dettagli | Senigallia (AN)           | -      | 4º posto in Seconda Divisione/Sud-A                       |

### Classifica finale
|  | Pos. | Squadra             | Pt | G  | V | N | P  | GF | GS |
|  | ---- | ------------------- | -- | -- | - | - | -- | -- | -- |
|  | 1.   | Pippo Massangioli   | 19 | 14 | 9 | 1 | 4  | 28 | 12 |
|  | 1.   | Foggia              | 19 | 14 | 8 | 3 | 3  | 20 | 14 |
|  | 3.   | 137ª Legione Virtus | 16 | 14 | 6 | 4 | 4  | 24 | 18 |
|  | 4.   | FS Rosetano (-1)    | 14 | 14 | 6 | 3 | 5  | 26 | 29 |
|  | 5.   | Macerata            | 13 | 14 | 5 | 3 | 6  | 19 | 24 |
|  | 5.   | Abruzzo             | 13 | 14 | 5 | 3 | 6  | 16 | 15 |
|  | 7.   | Vigor Senigallia    | 11 | 14 | 5 | 1 | 8  | 15 | 21 |
|  | 8.   | Vigor Ascoli (-1)   | 5  | 14 | 2 | 2 | 10 | 8  | 23 |

Legenda:
      Ammesso alle semifinali.
      Retrocesso in Seconda Divisione 1929-1930.
Regolamento:
Due punti a vittoria, uno a pareggio, zero a sconfitta.
Vigeva il pari merito. In caso di assegnazione di un titolo (promozione o retrocessione) veniva disputata una gara di spareggio.
Note:
Fascio Rosetano e Ascoli hanno scontato 1 punto di penalizzazione, entrambi per una rinuncia.
Pippo Massangioli e Foggia dovettero disputare uno spareggio per il primo posto e per la qualificazione al girone finale: a Jesi, il 5 maggio 1929, Pippo Massangioli-Foggia 1-1; la ripetizione, in programma a Napoli il 12 maggio 1929, non fu disputata in quanto per delibera FIGC anche la seconda classificata fu ammessa d'ufficio alla fase finale, rendendo inutile lo spareggio.
Il Macerata fu poi riammesso in Prima Divisione 1929-1930.

### Calendario
| andata (1ª) | andata (1ª) | 1ª giornata                        | ritorno (8ª) | ritorno (8ª) |
|             |             |                                    |              |              |
| 28 ott.     | 2-2         | Abruzzo-Macerata                   | 1-2          | 13 gen.      |
| 28 ott.     | 1-1         | Foggia-Rosetano                    | 1-2          | 13 gen.      |
| 28 ott.     | 2-0         | 137ª Legione M.V.S.N.-Vigor Ascoli | 2-2          | 13 gen.      |
| 28 ott.     | 4-1         | Pippo Massangioli-Vigor Senigallia | 1-0          | 13 gen.      |

| andata (2ª) | andata (2ª) | 2ª giornata                            | ritorno (9ª) | ritorno (9ª) |
|             |             |                                        |              |              |
| 4 nov.      | 4-1         | Rosetano-Abruzzo                       | 0-5          | 20 gen.      |
| 4 nov.      | 2-1         | Macerata-Pippo Massangioli             | 2-5          | 20 gen.      |
| 4 nov.      | 2-3         | Vigor Ascoli-Foggia                    | 0-1          | 20 gen.      |
| 4 nov.      | 3-1         | Vigor Senigallia-137ª Legione M.V.S.N. | 0-5          | 20 gen.      |

| andata (1ª) | andata (1ª) | 1ª giornata                        | ritorno (8ª) | ritorno (8ª) |
|             |             |                                    |              |              |
| 28 ott.     | 2-2         | Abruzzo-Macerata                   | 1-2          | 13 gen.      |
| 28 ott.     | 1-1         | Foggia-Rosetano                    | 1-2          | 13 gen.      |
| 28 ott.     | 2-0         | 137ª Legione M.V.S.N.-Vigor Ascoli | 2-2          | 13 gen.      |
| 28 ott.     | 4-1         | Pippo Massangioli-Vigor Senigallia | 1-0          | 13 gen.      |

| andata (2ª) | andata (2ª) | 2ª giornata                            | ritorno (9ª) | ritorno (9ª) |
|             |             |                                        |              |              |
| 4 nov.      | 4-1         | Rosetano-Abruzzo                       | 0-5          | 20 gen.      |
| 4 nov.      | 2-1         | Macerata-Pippo Massangioli             | 2-5          | 20 gen.      |
| 4 nov.      | 2-3         | Vigor Ascoli-Foggia                    | 0-1          | 20 gen.      |
| 4 nov.      | 3-1         | Vigor Senigallia-137ª Legione M.V.S.N. | 0-5          | 20 gen.      |

| andata (3ª) | andata (3ª) | 3ª giornata                    | ritorno (10ª) | ritorno (10ª) |
|             |             |                                |               |               |
| 18 nov.     | 2-0         | Pippo Massangioli-Abruzzo      | 0-0           | 27 gen.       |
| 18 nov.     | 1-1         | Rosetano-137ª Legione M.V.S.N. | 1-2           | 27 gen.       |
| 18 nov.     | 1-0         | Vigor Ascoli-Vigor Senigallia  | 0-2           | 27 gen.       |
| 18 nov.     | 1-1         | Foggia-Macerata                | 2-0           | 27 gen.       |

| andata (4ª) | andata (4ª) | 4ª giornata                  | ritorno (11ª) | ritorno (11ª) |
|             |             |                              |               |               |
| 25 nov.     | 2-0         | Abruzzo-Vigor Ascoli         | 2-0           | 10 feb.       |
| 25 nov.     | 6-1         | Pippo Massangioli-Rosetano   | 2-3           | 10 feb.       |
| 25 nov.     | 3-2         | Macerata-Vigor Senigallia    | 0-2           | 10 feb.       |
| 25 nov.     | 2-2         | 137ª Legione M.V.S.N.-Foggia | 1-2           | 10 feb.       |

| andata (3ª) | andata (3ª) | 3ª giornata                    | ritorno (10ª) | ritorno (10ª) |
|             |             |                                |               |               |
| 18 nov.     | 2-0         | Pippo Massangioli-Abruzzo      | 0-0           | 27 gen.       |
| 18 nov.     | 1-1         | Rosetano-137ª Legione M.V.S.N. | 1-2           | 27 gen.       |
| 18 nov.     | 1-0         | Vigor Ascoli-Vigor Senigallia  | 0-2           | 27 gen.       |
| 18 nov.     | 1-1         | Foggia-Macerata                | 2-0           | 27 gen.       |

| andata (4ª) | andata (4ª) | 4ª giornata                  | ritorno (11ª) | ritorno (11ª) |
|             |             |                              |               |               |
| 25 nov.     | 2-0         | Abruzzo-Vigor Ascoli         | 2-0           | 10 feb.       |
| 25 nov.     | 6-1         | Pippo Massangioli-Rosetano   | 2-3           | 10 feb.       |
| 25 nov.     | 3-2         | Macerata-Vigor Senigallia    | 0-2           | 10 feb.       |
| 25 nov.     | 2-2         | 137ª Legione M.V.S.N.-Foggia | 1-2           | 10 feb.       |

| andata (5ª) | andata (5ª) | 5ª giornata                    | ritorno (12ª) | ritorno (12ª) |
|             |             |                                |               |               |
| 9 dic.      | 0-1         | 137ª Legione M.V.S.N.-Abruzzo  | 2-0           | 10 mar.       |
| 9 dic.      | 0-1         | Vigor Ascoli-Pippo Massangioli | 0-3           | 10 mar.       |
| 9 dic.      | 3-2         | Rosetano-Macerata              | 0-2           | 7 apr.        |
| 9 dic.      | 1-2         | Vigor Senigallia-Foggia        | 0-1           | 10 mar.       |

| andata (6ª) | andata (6ª) | 6ª giornata                    | ritorno (13ª) | ritorno (13ª) |
|             |             |                                |               |               |
| 16 dic.     | 0-0         | Abruzzo-Vigor Senigallia       | 0-1           | 17 mar.       |
| 16 dic.     | 2-1         | Foggia-Pippo Massangioli       | 0-1           | 17 mar.       |
| 16 dic.     | 0-0         | Macerata-137ª Legione M.V.S.N. | 1-3           | 17 mar.       |
| 16 dic.     | 0-2         | Vigor Ascoli-Rosetano          | 1-1           | 17 mar.       |

| andata (5ª) | andata (5ª) | 5ª giornata                    | ritorno (12ª) | ritorno (12ª) |
|             |             |                                |               |               |
| 9 dic.      | 0-1         | 137ª Legione M.V.S.N.-Abruzzo  | 2-0           | 10 mar.       |
| 9 dic.      | 0-1         | Vigor Ascoli-Pippo Massangioli | 0-3           | 10 mar.       |
| 9 dic.      | 3-2         | Rosetano-Macerata              | 0-2           | 7 apr.        |
| 9 dic.      | 1-2         | Vigor Senigallia-Foggia        | 0-1           | 10 mar.       |

| andata (6ª) | andata (6ª) | 6ª giornata                    | ritorno (13ª) | ritorno (13ª) |
|             |             |                                |               |               |
| 16 dic.     | 0-0         | Abruzzo-Vigor Senigallia       | 0-1           | 17 mar.       |
| 16 dic.     | 2-1         | Foggia-Pippo Massangioli       | 0-1           | 17 mar.       |
| 16 dic.     | 0-0         | Macerata-137ª Legione M.V.S.N. | 1-3           | 17 mar.       |
| 16 dic.     | 0-2         | Vigor Ascoli-Rosetano          | 1-1           | 17 mar.       |

| \| andata (7ª) \| andata (7ª) \| 7ª giornata \| ritorno (14ª) \| ritorno (14ª) \| \| \| \| \| \| \| \| 6 gen. \| 2-0 \| Abruzzo-Foggia \| 0-2 \| 31 mar. \| \| 6 gen. \| 1-0 \| Pippo Massangioli-137ª Legione M.V.S.N. \| 0-1 \| 31 mar. \| \| 6 gen. \| 2-0 \| Vigor Senigallia-Rosetano \| 1-3 \| 31 mar. \| \| 6 gen. \| 2-0 \| Macerata-Vigor Ascoli \| 0-2 \| 31 mar. \| |             |                                         |               |               |
| andata (7ª) | andata (7ª) | 7ª giornata                             | ritorno (14ª) | ritorno (14ª) |
| |             |                                         |               |               |
| 6 gen. | 2-0         | Abruzzo-Foggia                          | 0-2           | 31 mar.       |
| 6 gen. | 1-0         | Pippo Massangioli-137ª Legione M.V.S.N. | 0-1           | 31 mar.       |
| 6 gen. | 2-0         | Vigor Senigallia-Rosetano               | 1-3           | 31 mar.       |
| 6 gen. | 2-0         | Macerata-Vigor Ascoli                   | 0-2           | 31 mar.       |

| andata (7ª) | andata (7ª) | 7ª giornata                             | ritorno (14ª) | ritorno (14ª) |
|             |             |                                         |               |               |
| 6 gen.      | 2-0         | Abruzzo-Foggia                          | 0-2           | 31 mar.       |
| 6 gen.      | 1-0         | Pippo Massangioli-137ª Legione M.V.S.N. | 0-1           | 31 mar.       |
| 6 gen.      | 2-0         | Vigor Senigallia-Rosetano               | 1-3           | 31 mar.       |
| 6 gen.      | 2-0         | Macerata-Vigor Ascoli                   | 0-2           | 31 mar.       |

## Girone C

### Squadre partecipanti
| Club              | Stagione | Città                      | Stadio                                                     | Stagione precedente                                           |
| ----------------- | -------- | -------------------------- | ---------------------------------------------------------- | ------------------------------------------------------------- |
| U.S. Acquavivese  | dettagli | Acquaviva delle Fonti (BA) |                                                            | 5º posto in Terza Divisione/Puglie-A                          |
| U.S. Biscegliese  | dettagli | Bisceglie (BA)             |                                                            | 2º posto in Terza Divisione/Puglie-A                          |
| U.S. Fulgor       | dettagli | Molfetta (BA)              |                                                            | 4º posto in Terza Divisione/Puglie-A                          |
| S.S. Gioiese      | dettagli | Gioia del Colle (BA)       |                                                            | 1º posto in Terza Divisione/Puglie-B, 2º posto in fin./Puglie |
| U.S. Lecce        | dettagli | Lecce                      | Campo XXVIII Ottobre                                       | 3º posto in Seconda Divisione/Sud-C                           |
| G.S. Pizzirani    | -        | Bari                       |                                                            | 3º posto in Terza Divisione/Puglie-A                          |
| U.S. San Pasquale | -        | Bari San Pasquale          | -                                                          | 1º posto in Terza Divisione/Puglie-A, 1º posto in fin./Puglie |
| A.S. Taranto      | dettagli | Taranto                    | Motovelodromo Corvisea (Stadio Littorio dal novembre 1928) | 5º posto in Prima Divisione/D                                 |

### Classifica finale
|  | Pos. | Squadra           | Pt | G  | V  | N | P  | GF | GS |
|  | ---- | ----------------- | -- | -- | -- | - | -- | -- | -- |
|  | 1.   | Taranto           | 25 | 14 | 12 | 1 | 1  | 75 | 8  |
|  | 2.   | Lecce             | 22 | 14 | 10 | 2 | 2  | 44 | 17 |
|  | 3.   | Acquavivese       | 17 | 14 | 6  | 5 | 3  | 29 | 33 |
|  | 4.   | Biscegliese       | 15 | 14 | 6  | 3 | 5  | 34 | 34 |
|  | 5.   | Pizzirani         | 13 | 14 | 5  | 3 | 6  | 25 | 36 |
|  | 6.   | Fulgor Molfetta   | 12 | 14 | 4  | 4 | 6  | 20 | 26 |
|  | 7.   | San Pasquale Bari | 4  | 14 | 0  | 4 | 10 | 7  | 32 |
|  | 7.   | Gioiese           | 4  | 14 | 0  | 4 | 10 | 11 | 59 |

Legenda:
      Ammesso alle semifinali.
      Retrocesso in Seconda Divisione 1929-1930.
Regolamento:
Due punti a vittoria, uno a pareggio, zero a sconfitta.
Vigeva il pari merito. In caso di assegnazione di un titolo (promozione o retrocessione) veniva disputata una gara di spareggio.
Note:
Lecce ammesso in semifinale per delibera FIGC.

### Calendario
| andata (1ª) | andata (1ª) | 1ª giornata             | ritorno (8ª) | ritorno (8ª) |
|             |             |                         |              |              |
| 28 ott.     | 3-1         | Biscegliese-Acquavivese | 1-4          | 6 gen.       |
| 28 ott.     | 2-0         | Fulgor-S.Pasquale       | 3-1          | 28 apr.      |
| 28 ott.     | 1-2         | Gioiese-Pizzirani       | 0-8          | 12 mag.      |
| 28 ott.     | 1-1         | Taranto-Lecce           | 2-0          | 6 gen.       |

| andata (2ª) | andata (2ª) | 2ª giornata          | ritorno (9ª) | ritorno (9ª) |
|             |             |                      |              |              |
| 4 nov.      | 1-1         | Acquavivese-Fulgor   | 3-2          | 20 gen.      |
| 4 nov.      | 1-4         | Gioiese-Taranto      | 0-16         | 20 gen.      |
| 15 nov.     | 2-1         | Lecce-Biscegliese    | 2-2          | 20 gen.      |
| 4 nov.      | 0-3         | S.Pasquale-Pizzirani | 1-2          | 20 gen.      |

| andata (1ª) | andata (1ª) | 1ª giornata             | ritorno (8ª) | ritorno (8ª) |
|             |             |                         |              |              |
| 28 ott.     | 3-1         | Biscegliese-Acquavivese | 1-4          | 6 gen.       |
| 28 ott.     | 2-0         | Fulgor-S.Pasquale       | 3-1          | 28 apr.      |
| 28 ott.     | 1-2         | Gioiese-Pizzirani       | 0-8          | 12 mag.      |
| 28 ott.     | 1-1         | Taranto-Lecce           | 2-0          | 6 gen.       |

| andata (2ª) | andata (2ª) | 2ª giornata          | ritorno (9ª) | ritorno (9ª) |
|             |             |                      |              |              |
| 4 nov.      | 1-1         | Acquavivese-Fulgor   | 3-2          | 20 gen.      |
| 4 nov.      | 1-4         | Gioiese-Taranto      | 0-16         | 20 gen.      |
| 15 nov.     | 2-1         | Lecce-Biscegliese    | 2-2          | 20 gen.      |
| 4 nov.      | 0-3         | S.Pasquale-Pizzirani | 1-2          | 20 gen.      |

| andata (3ª) | andata (3ª) | 3ª giornata           | ritorno (10ª) | ritorno (10ª) |
|             |             |                       |               |               |
| 18 nov.     | 2-2         | Acquavivese-Pizzirani | 1-1           | 27 gen.       |
| 18 nov.     | 3-1         | Biscegliese-Fulgor    | 3-3           | 27 gen.       |
| 18 nov.     | 4-2         | Lecce-Gioiese         | 3-1           | 27 gen.       |
| 18 nov.     | 8-0         | Taranto-S.Pasquale    | 2-0           | 27 gen.       |

| andata (4ª) | andata (4ª) | 4ª giornata           | ritorno (11ª) | ritorno (11ª) |
|             |             |                       |               |               |
| 25 nov.     | 3-2         | Acquavivese-Taranto   | 0-8           | 10 mar.       |
| 25 nov.     | 0-2         | Biscegliese-Pizzirani | 2-1           | 10 mar.       |
| 25 nov.     | 1-3         | Fulgor-Lecce          | 0-5           | 10 mar.       |
| 25 nov.     | 1-1         | S.Pasquale-Gioiese    | 0-0           | 3 feb.        |

| andata (3ª) | andata (3ª) | 3ª giornata           | ritorno (10ª) | ritorno (10ª) |
|             |             |                       |               |               |
| 18 nov.     | 2-2         | Acquavivese-Pizzirani | 1-1           | 27 gen.       |
| 18 nov.     | 3-1         | Biscegliese-Fulgor    | 3-3           | 27 gen.       |
| 18 nov.     | 4-2         | Lecce-Gioiese         | 3-1           | 27 gen.       |
| 18 nov.     | 8-0         | Taranto-S.Pasquale    | 2-0           | 27 gen.       |

| andata (4ª) | andata (4ª) | 4ª giornata           | ritorno (11ª) | ritorno (11ª) |
|             |             |                       |               |               |
| 25 nov.     | 3-2         | Acquavivese-Taranto   | 0-8           | 10 mar.       |
| 25 nov.     | 0-2         | Biscegliese-Pizzirani | 2-1           | 10 mar.       |
| 25 nov.     | 1-3         | Fulgor-Lecce          | 0-5           | 10 mar.       |
| 25 nov.     | 1-1         | S.Pasquale-Gioiese    | 0-0           | 3 feb.        |

| andata (5ª) | andata (5ª) | 5ª giornata         | ritorno (12ª) | ritorno (12ª) |
|             |             |                     |               |               |
| 9 dic.      | 2-2         | Gioiese-Acquavivese | 1-4           | 10 feb.       |
| 9 dic.      | 2-0         | Lecce-S.Pasquale    | 1-0           | 10 feb.       |
| 9 dic.      | 1-1         | Pizzirani-Fulgor    | 0-3           | 10 feb.       |
| 9 dic.      | 9-0         | Taranto-Biscegliese | 3-2           | 10 feb.       |

| andata (6ª) | andata (6ª) | 6ª giornata            | ritorno (13ª) | ritorno (13ª) |
|             |             |                        |               |               |
| 16 dic.     | 3-0         | Acquavivese-S.Pasquale | 0-0           | 17 feb.       |
| 16 dic.     | 9-0         | Biscegliese-Gioiese    | 3-2           | 17 feb.       |
| 16 dic.     | 0-2         | Fulgor-Taranto         | 0-4           | 17 feb.       |
| 16 dic.     | 1-3         | Pizzirani-Lecce        | 1-8           | 17 feb.       |

| andata (5ª) | andata (5ª) | 5ª giornata         | ritorno (12ª) | ritorno (12ª) |
|             |             |                     |               |               |
| 9 dic.      | 2-2         | Gioiese-Acquavivese | 1-4           | 10 feb.       |
| 9 dic.      | 2-0         | Lecce-S.Pasquale    | 1-0           | 10 feb.       |
| 9 dic.      | 1-1         | Pizzirani-Fulgor    | 0-3           | 10 feb.       |
| 9 dic.      | 9-0         | Taranto-Biscegliese | 3-2           | 10 feb.       |

| andata (6ª) | andata (6ª) | 6ª giornata            | ritorno (13ª) | ritorno (13ª) |
|             |             |                        |               |               |
| 16 dic.     | 3-0         | Acquavivese-S.Pasquale | 0-0           | 17 feb.       |
| 16 dic.     | 9-0         | Biscegliese-Gioiese    | 3-2           | 17 feb.       |
| 16 dic.     | 0-2         | Fulgor-Taranto         | 0-4           | 17 feb.       |
| 16 dic.     | 1-3         | Pizzirani-Lecce        | 1-8           | 17 feb.       |

| \| andata (7ª) \| andata (7ª) \| 7ª giornata \| ritorno (14ª) \| ritorno (14ª) \| \| \| \| \| \| \| \| 23 dic. \| 0-0 \| Gioiese-Fulgor \| 0-3 \| 24 feb. \| \| 23 dic. \| 9-3 \| Lecce-Acquavivese \| 1-2 \| 24 feb. \| \| 23 dic. \| 1-1 \| S.Pasquale-Biscegliese \| 3-4 \| 24 feb. \| \| 23 dic. \| 11-1 \| Taranto-Pizzirani \| 3-0 \| 24 feb. \| |             |                        |               |               |
| andata (7ª) | andata (7ª) | 7ª giornata            | ritorno (14ª) | ritorno (14ª) |
| |             |                        |               |               |
| 23 dic. | 0-0         | Gioiese-Fulgor         | 0-3           | 24 feb.       |
| 23 dic. | 9-3         | Lecce-Acquavivese      | 1-2           | 24 feb.       |
| 23 dic. | 1-1         | S.Pasquale-Biscegliese | 3-4           | 24 feb.       |
| 23 dic. | 11-1        | Taranto-Pizzirani      | 3-0           | 24 feb.       |

| andata (7ª) | andata (7ª) | 7ª giornata            | ritorno (14ª) | ritorno (14ª) |
|             |             |                        |               |               |
| 23 dic.     | 0-0         | Gioiese-Fulgor         | 0-3           | 24 feb.       |
| 23 dic.     | 9-3         | Lecce-Acquavivese      | 1-2           | 24 feb.       |
| 23 dic.     | 1-1         | S.Pasquale-Biscegliese | 3-4           | 24 feb.       |
| 23 dic.     | 11-1        | Taranto-Pizzirani      | 3-0           | 24 feb.       |

## Girone D

### Sottogirone Campano

#### Aggiornamenti
Il Nola sostituisce all'inizio del campionato la dissestata Scafatese.

#### Squadre partecipanti
| Club                            | Stagione | Città                        | Stadio | Stagione precedente                                       |
| ------------------------------- | -------- | ---------------------------- | ------ | --------------------------------------------------------- |
| U.S. Aversana "Forza e Volontà" | dettagli | Aversa (CE)                  |        | 5º posto in Seconda Divisione/Sud-C                       |
| A.G. Nocerina                   | dettagli | Nocera Inferiore (SA)        |        | 4º posto in Seconda Divisione/Sud-C                       |
| Nola F.C.                       | dettagli | Nola (NA)                    |        | Squadra di punta dell'ULIC                                |
| U.S.F. Salernitana              | dettagli | Salerno                      |        | 1º posto in Seconda Divisione/Sud-C, 3º posto in fin./Sud |
| Stabia S.C.                     | dettagli | Castellammare di Stabia (NA) |        | 2º posto in Seconda Divisione/Sud-C                       |
| A.F.C. Vomero                   | dettagli | Napoli                       |        | Vince la Terza Divisione Campania (come Silurificio)      |

#### Classifica finale
|  | Pos. | Squadra     | Pt | G  | V | N | P | GF | GS |
|  | ---- | ----------- | -- | -- | - | - | - | -- | -- |
|  | 1.   | Nocerina    | 16 | 10 | 8 | 0 | 2 | 32 | 10 |
|  | 2.   | Vomero      | 14 | 10 | 7 | 0 | 3 | 18 | 11 |
|  | 3.   | Salernitana | 13 | 10 | 6 | 1 | 3 | 18 | 10 |
|  | 4.   | Stabia      | 11 | 10 | 5 | 1 | 4 | 18 | 14 |
|  | 5.   | Nola        | 3  | 10 | 1 | 1 | 8 | 15 | 27 |
|  | 5.   | Aversana    | 3  | 10 | 1 | 1 | 8 | 8  | 37 |

Legenda:
      Ammesso al girone eliminatorio.
      Retrocesso in Seconda Divisione 1929-1930.
Regolamento:
Due punti a vittoria, uno a pareggio, zero a sconfitta.
Vigeva il pari merito. In caso di assegnazione di un titolo (promozione o retrocessione) veniva disputata una gara di spareggio.
Salernitana ammessa al girone interregionale per delibera FIGC.

#### Risultati

##### Tabellone
|             | Ave  | Noc  | Nol  | Sal  | Sta  | Vom  |
| ----------- | ---- | ---- | ---- | ---- | ---- | ---- |
| Aversana    | –––– | 2-5  | 2-1  | 1-5  | 1-1  | 2-3  |
| Nocerina    | 6-0  | –––– | 4-1  | 1-0  | 3-0  | 4-0  |
| Nola        | 8-0  | 3-4  | –––– | 1-1  | 0-3  | 0-1  |
| Salernitana | 2-0  | 2-1  | 2-0  | –––– | 3-1  | 2-1  |
| Stabia      | 4-1  | 0-3  | 6-0  | 2-0  | –––– | 1-0  |
| Vomero      | 3-1  | 2-1  | 5-1  | 2-1  | 3-0  | –––– |

##### Calendario
| andata (1ª) | andata (1ª) | Prima giornata    | ritorno (8ª) | ritorno (8ª) |
|             |             |                   |              |              |
| 25 nov.     | 6-0         | Nocerina-Aversana | 5-2          | 13 gen.      |
| 25 nov.     | 2-0         | Salernitana-Nola  | 1-1          | 13 gen.      |
| 25 nov.     | 3-0         | Vomero-Stabia     | 0-1          | 13 gen.      |

| andata (2ª) | andata (2ª) | Seconda giornata     | ritorno (9ª) | ritorno (9ª) |
|             |             |                      |              |              |
| 9 dic.      | 1-5         | Aversana-Salernitana | 0-2          | 20 gen.      |
| 9 dic.      | 0-1         | Nola-Vomero          | 1-5          | 20 gen.      |
| 9 dic.      | 0-3         | Stabia-Nocerina      | 0-3          | 20 gen.      |

| andata (3ª) | andata (3ª) | Terza giornata     | ritorno (10ª) | ritorno (10ª) |
|             |             |                    |               |               |
| 16 dic.     | 4-1         | Nocerina-Nola      | 4-3           | 3 feb.        |
| 16 dic.     | 1-1         | Aversana-Stabia    | 1-4           | 3 feb.        |
| 16 dic.     | 2-1         | Vomero-Salernitana | 1-2           | 27 gen.       |

| andata (4ª) | andata (4ª) | Quarta giornata      | ritorno (11ª) | ritorno (11ª) |
|             |             |                      |               |               |
| 26 dic.     | 3-1         | Vomero-Aversana      | 3-2           | 10 feb.       |
| 26 dic.     | 1-0         | Nocerina-Salernitana | 1-2           | 10 feb.       |
| 26 dic.     | 0-3         | Nola-Stabia          | 0-6           | 10 feb.       |

| andata (5ª) | andata (5ª) | Quinta giornata    | ritorno (12ª) | ritorno (12ª) |
|             |             |                    |               |               |
| 6 gen.      | 2-1         | Aversana-Nola      | 0-8           | 17 feb.       |
| 6 gen.      | 2-0         | Stabia-Salernitana | 1-3           | 17 feb.       |
| 6 gen.      | 2-1         | Vomero-Nocerina    | 0-4           | 17 feb.       |

| andata (1ª) | andata (1ª) | Prima giornata    | ritorno (8ª) | ritorno (8ª) |
|             |             |                   |              |              |
| 25 nov.     | 6-0         | Nocerina-Aversana | 5-2          | 13 gen.      |
| 25 nov.     | 2-0         | Salernitana-Nola  | 1-1          | 13 gen.      |
| 25 nov.     | 3-0         | Vomero-Stabia     | 0-1          | 13 gen.      |

| andata (2ª) | andata (2ª) | Seconda giornata     | ritorno (9ª) | ritorno (9ª) |
|             |             |                      |              |              |
| 9 dic.      | 1-5         | Aversana-Salernitana | 0-2          | 20 gen.      |
| 9 dic.      | 0-1         | Nola-Vomero          | 1-5          | 20 gen.      |
| 9 dic.      | 0-3         | Stabia-Nocerina      | 0-3          | 20 gen.      |

| andata (3ª) | andata (3ª) | Terza giornata     | ritorno (10ª) | ritorno (10ª) |
|             |             |                    |               |               |
| 16 dic.     | 4-1         | Nocerina-Nola      | 4-3           | 3 feb.        |
| 16 dic.     | 1-1         | Aversana-Stabia    | 1-4           | 3 feb.        |
| 16 dic.     | 2-1         | Vomero-Salernitana | 1-2           | 27 gen.       |

| andata (4ª) | andata (4ª) | Quarta giornata      | ritorno (11ª) | ritorno (11ª) |
|             |             |                      |               |               |
| 26 dic.     | 3-1         | Vomero-Aversana      | 3-2           | 10 feb.       |
| 26 dic.     | 1-0         | Nocerina-Salernitana | 1-2           | 10 feb.       |
| 26 dic.     | 0-3         | Nola-Stabia          | 0-6           | 10 feb.       |

| andata (5ª) | andata (5ª) | Quinta giornata    | ritorno (12ª) | ritorno (12ª) |
|             |             |                    |               |               |
| 6 gen.      | 2-1         | Aversana-Nola      | 0-8           | 17 feb.       |
| 6 gen.      | 2-0         | Stabia-Salernitana | 1-3           | 17 feb.       |
| 6 gen.      | 2-1         | Vomero-Nocerina    | 0-4           | 17 feb.       |

### Sottogirone Siciliano

#### Squadre partecipanti
| Club             | Stagione | Città           | Stadio                            | Stagione precedente                                       |
| ---------------- | -------- | --------------- | --------------------------------- | --------------------------------------------------------- |
| Indomita         | -        | Palermo         |                                   | 5º posto in Seconda Divisione/Sud-D                       |
| Messina          | dettagli | Messina         |                                   | 1º posto in Seconda Divisione/Sud-D, 4º posto in fin./Sud |
| Palermo          | dettagli | Palermo         | Stadio Ranchibile                 | "Vigor Palermo" 2ª in Seconda Divisione/Sud-D             |
| Peloro           | dettagli | Messina         | Campo Longano (Barcellona P.d.G.) | 3º posto in Seconda Divisione/Sud-D                       |
| Reggina          | dettagli | Reggio Calabria |                                   | Anno sabbatico in Terza Divisione Sud                     |
| Tommaso Gargallo | dettagli | Siracusa        | Campo Coloniale                   | 4º posto in Seconda Divisione/Sud-D                       |

#### Classifica finale
|  | Pos. | Squadra          | Pt | G  | V | N | P | GF | GS |
|  | ---- | ---------------- | -- | -- | - | - | - | -- | -- |
|  | 1.   | Tommaso Gargallo | 12 | 10 | 5 | 2 | 3 | 17 | 12 |
|  | 2.   | Messina          | 12 | 10 | 4 | 4 | 2 | 15 | 13 |
|  | 3.   | Palermo          | 11 | 10 | 5 | 1 | 4 | 22 | 12 |
|  | 3.   | Indomita         | 11 | 10 | 4 | 3 | 3 | 15 | 12 |
|  | 5.   | Reggina          | 8  | 10 | 2 | 4 | 4 | 13 | 23 |
|  | 6.   | Peloro           | 6  | 10 | 2 | 2 | 6 | 15 | 25 |

Legenda:
      Ammesso al girone eliminatorio.
      Retrocesso in Seconda Divisione 1929-1930.
Regolamento:
Due punti a vittoria, uno a pareggio, zero a sconfitta.
Vigeva il pari merito. In caso di assegnazione di un titolo (promozione o retrocessione) veniva disputata una gara di spareggio.
Palermo ammesso al girone interregionale per delibera FIGC.

#### Calendario
| andata (1ª) | andata (1ª) | 1ª giornata              | ritorno (6ª) | ritorno (6ª) |
|             |             |                          |              |              |
| 18 nov.     | 4-0         | Messina-Peloro           | 2-1          | 6 gen.       |
| 18 nov.     | 1-1         | Reggio Calabria-Gargallo | 0-5          | 6 gen.       |
| 18 nov.     | 2-2         | Palermo-Indomita         | 0-1          | 6 gen.       |

| andata (2ª) | andata (2ª) | 2ª giornata              | ritorno (7ª) | ritorno (7ª) |
|             |             |                          |              |              |
| 25 nov.     | 2-0         | Gargallo-Messina         | 1-1          | 13 gen.      |
| 25 nov.     | 3-0         | Indomita-Reggio Calabria | 2-1          | 13 gen.      |
| 25 nov.     | 0-2         | Peloro-Palermo           | 3-6          | 13 gen.      |

| andata (1ª) | andata (1ª) | 1ª giornata              | ritorno (6ª) | ritorno (6ª) |
|             |             |                          |              |              |
| 18 nov.     | 4-0         | Messina-Peloro           | 2-1          | 6 gen.       |
| 18 nov.     | 1-1         | Reggio Calabria-Gargallo | 0-5          | 6 gen.       |
| 18 nov.     | 2-2         | Palermo-Indomita         | 0-1          | 6 gen.       |

| andata (2ª) | andata (2ª) | 2ª giornata              | ritorno (7ª) | ritorno (7ª) |
|             |             |                          |              |              |
| 25 nov.     | 2-0         | Gargallo-Messina         | 1-1          | 13 gen.      |
| 25 nov.     | 3-0         | Indomita-Reggio Calabria | 2-1          | 13 gen.      |
| 25 nov.     | 0-2         | Peloro-Palermo           | 3-6          | 13 gen.      |

| andata (3ª) | andata (3ª) | 3ª giornata             | ritorno (8ª) | ritorno (8ª) |
|             |             |                         |              |              |
| 9 dic.      | 2-2         | Indomita-Messina        | 0-1          | 27 gen.      |
| 9 dic.      | 0-3         | Reggio Calabria-Palermo | 2-1          | 20 gen.      |
| 9 dic.      | 3-2         | Peloro-Gargallo         | 0-1          | 20 gen.      |

| andata (4ª) | andata (4ª) | 4ª giornata            | ritorno (9ª) | ritorno (9ª) |
|             |             |                        |              |              |
| 16 dic.     | 4-0         | Palermo-Messina        | 0-2          | 10 feb.      |
| 16 dic.     | 3-3         | Peloro-Reggio Calabria | 2-3          | 10 feb.      |
| 16 dic.     | 2-1         | Gargallo-Indomita      | 1-2          | 10 feb.      |

| andata (3ª) | andata (3ª) | 3ª giornata             | ritorno (8ª) | ritorno (8ª) |
|             |             |                         |              |              |
| 9 dic.      | 2-2         | Indomita-Messina        | 0-1          | 27 gen.      |
| 9 dic.      | 0-3         | Reggio Calabria-Palermo | 2-1          | 20 gen.      |
| 9 dic.      | 3-2         | Peloro-Gargallo         | 0-1          | 20 gen.      |

| andata (4ª) | andata (4ª) | 4ª giornata            | ritorno (9ª) | ritorno (9ª) |
|             |             |                        |              |              |
| 16 dic.     | 4-0         | Palermo-Messina        | 0-2          | 10 feb.      |
| 16 dic.     | 3-3         | Peloro-Reggio Calabria | 2-3          | 10 feb.      |
| 16 dic.     | 2-1         | Gargallo-Indomita      | 1-2          | 10 feb.      |

| \| andata (5ª) \| andata (5ª) \| 5ª giornata \| ritorno (10ª) \| ritorno (10ª) \| \| \| \| \| \| \| \| 23 dic. \| 2-2 \| Messina-Reggio Calabria \| 1-1 \| 17 feb. \| \| 23 dic. \| 2-3 \| Indomita-Peloro \| 0-0 \| 17 feb. \| \| 23 dic. \| 2-0 \| Gargallo-Palermo \| 0-4 \| 17 feb. \| |             |                         |               |               |
| andata (5ª) | andata (5ª) | 5ª giornata             | ritorno (10ª) | ritorno (10ª) |
| |             |                         |               |               |
| 23 dic. | 2-2         | Messina-Reggio Calabria | 1-1           | 17 feb.       |
| 23 dic. | 2-3         | Indomita-Peloro         | 0-0           | 17 feb.       |
| 23 dic. | 2-0         | Gargallo-Palermo        | 0-4           | 17 feb.       |

| andata (5ª) | andata (5ª) | 5ª giornata             | ritorno (10ª) | ritorno (10ª) |
|             |             |                         |               |               |
| 23 dic.     | 2-2         | Messina-Reggio Calabria | 1-1           | 17 feb.       |
| 23 dic.     | 2-3         | Indomita-Peloro         | 0-0           | 17 feb.       |
| 23 dic.     | 2-0         | Gargallo-Palermo        | 0-4           | 17 feb.       |

### Girone interregionale
|  | Pos. | Squadra          | Pt | G  | V | N | P | GF | GS |
|  | ---- | ---------------- | -- | -- | - | - | - | -- | -- |
|  | 1.   | Tommaso Gargallo | 15 | 10 | 5 | 3 | 1 | 24 | 13 |
|  | 2.   | Palermo          | 12 | 10 | 4 | 4 | 2 | 14 | 12 |
|  | 3.   | Vomero           | 10 | 10 | 2 | 6 | 2 | 12 | 11 |
|  | 4.   | Messina          | 9  | 10 | 3 | 3 | 4 | 14 | 14 |
|  | 5.   | Nocerina         | 8  | 10 | 2 | 4 | 3 | 12 | 18 |
|  | 6.   | Salernitana      | 6  | 10 | 1 | 4 | 5 | 8  | 16 |

Legenda:
      Ammesso alle semifinali.
Regolamento:
Due punti a vittoria, uno a pareggio, zero a sconfitta.
Vigeva il pari merito. In caso di assegnazione di un titolo (promozione o retrocessione) veniva disputata una gara di spareggio.
Note:
Palermo ammesso alle semifinali per delibera FIGC.

#### Calendario
Nota bene: il calendario del girone di andata doveva terminare alla 3ª giornata il 31.3.29 ma con l'ammissione di Palermo e Salernitana venne stravolto e dall'11.4 al 21.4.1929 ci furono le partite di recupero del Palermo e della Salernitana. Per il girone di ritorno venne fatto un calendario ex novo.
Girone di andata
|         | 1ª giornata       |     |
|         |                   |     |
| 10 mar. | Vomero-Messina    | 0-0 |
| 10 mar. | Gargallo-Nocerina | 2-2 |

|         | 2ª giornata      |     |
|         |                  |     |
| 17 mar. | Messina-Gargallo | 2-3 |
| 17 mar. | Nocerina-Vomero  | 2-2 |

|         | 1ª giornata       |     |
|         |                   |     |
| 10 mar. | Vomero-Messina    | 0-0 |
| 10 mar. | Gargallo-Nocerina | 2-2 |

|         | 2ª giornata      |     |
|         |                  |     |
| 17 mar. | Messina-Gargallo | 2-3 |
| 17 mar. | Nocerina-Vomero  | 2-2 |

|         | 3ª giornata      |     |
|         |                  |     |
| 31 mar. | Messina-Nocerina | 2-0 |
| 31 mar. | Gargallo-Vomero  | 3-3 |

|        | 4ª giornata         |     |
|        |                     |     |
| 7 apr. | Vomero-Palermo      | 1-1 |
| 7 apr. | Messina-Salernitana | 3-0 |

|         | 3ª giornata      |     |
|         |                  |     |
| 31 mar. | Messina-Nocerina | 2-0 |
| 31 mar. | Gargallo-Vomero  | 3-3 |

|        | 4ª giornata         |     |
|        |                     |     |
| 7 apr. | Vomero-Palermo      | 1-1 |
| 7 apr. | Messina-Salernitana | 3-0 |

|         | 5ª giornata        |     |
|         |                    |     |
| 11 apr. | Palermo-Gargallo   | 1-1 |
| 11 apr. | Salernitana-Vomero | 0-0 |

|         | 6ª giornata          |     |
|         |                      |     |
| 14 apr. | Messina-Palermo      | 3-2 |
| 14 apr. | Nocerina-Salernitana | 1-1 |

|         | 5ª giornata        |     |
|         |                    |     |
| 11 apr. | Palermo-Gargallo   | 1-1 |
| 11 apr. | Salernitana-Vomero | 0-0 |

|         | 6ª giornata          |     |
|         |                      |     |
| 14 apr. | Messina-Palermo      | 3-2 |
| 14 apr. | Nocerina-Salernitana | 1-1 |

|         | 7ª giornata          |     |
|         |                      |     |
| 18 apr. | Palermo-Nocerina     | 3-1 |
| 18 apr. | Salernitana-Gargallo | 1-2 |

|         | 8ª giornata         |     |
|         |                     |     |
| 21 apr. | Palermo-Salernitana | 1-1 |

|         | 7ª giornata          |     |
|         |                      |     |
| 18 apr. | Palermo-Nocerina     | 3-1 |
| 18 apr. | Salernitana-Gargallo | 1-2 |

|         | 8ª giornata         |     |
|         |                     |     |
| 21 apr. | Palermo-Salernitana | 1-1 |

Girone di ritorno
|         | 1ª giornata         |     |
|         |                     |     |
| 28 apr. | Gargallo-Palermo    | 4-0 |
| 26 mag. | Vomero-Nocerina     | 3-1 |
| 2 giu.  | Salernitana-Messina | 3-2 |

|        | 2ª giornata        |     |
|        |                    |     |
| 5 mag. | Nocerina-Gargallo  | 2-1 |
| 5 mag. | Palermo-Messina    | 0-0 |
| 5 mag. | Vomero-Salernitana | 1-0 |

|         | 1ª giornata         |     |
|         |                     |     |
| 28 apr. | Gargallo-Palermo    | 4-0 |
| 26 mag. | Vomero-Nocerina     | 3-1 |
| 2 giu.  | Salernitana-Messina | 3-2 |

|        | 2ª giornata        |     |
|        |                    |     |
| 5 mag. | Nocerina-Gargallo  | 2-1 |
| 5 mag. | Palermo-Messina    | 0-0 |
| 5 mag. | Vomero-Salernitana | 1-0 |

|        | 3ª giornata         |     |
|        |                     |     |
| 9 mag. | Nocerina-Messina    | 1-0 |
| 9 mag. | Salernitana-Palermo | 0-2 |
| 9 mag. | Vomero-Gargallo     | 1-2 |

|         | 4ª giornata          |     |
|         |                      |     |
| 12 mag. | Gargallo-Messina     | 4-1 |
| 12 mag. | Palermo-Vomero       | 1-0 |
| 12 mag. | Salernitana-Nocerina | 1-1 |

|        | 3ª giornata         |     |
|        |                     |     |
| 9 mag. | Nocerina-Messina    | 1-0 |
| 9 mag. | Salernitana-Palermo | 0-2 |
| 9 mag. | Vomero-Gargallo     | 1-2 |

|         | 4ª giornata          |     |
|         |                      |     |
| 12 mag. | Gargallo-Messina     | 4-1 |
| 12 mag. | Palermo-Vomero       | 1-0 |
| 12 mag. | Salernitana-Nocerina | 1-1 |

| \| \| 5ª giornata \| \| \| \| \| \| \| 19 mag. \| Gargallo-Salernitana \| 2-0 \| \| 19 mag. \| Messina-Vomero \| 1-1 \| \| 19 mag. \| Nocerina-Palermo \| 1-3 \| |                      |     |
| | 5ª giornata          |     |
| |                      |     |
| 19 mag. | Gargallo-Salernitana | 2-0 |
| 19 mag. | Messina-Vomero       | 1-1 |
| 19 mag. | Nocerina-Palermo     | 1-3 |

|         | 5ª giornata          |     |
|         |                      |     |
| 19 mag. | Gargallo-Salernitana | 2-0 |
| 19 mag. | Messina-Vomero       | 1-1 |
| 19 mag. | Nocerina-Palermo     | 1-3 |

## Semifinali

### Girone A

#### Classifica finale
|  | Pos. | Squadra       | Pt | G | V | N | P | GF | GS |
|  | ---- | ------------- | -- | - | - | - | - | -- | -- |
|  | 1.   | Lecce         | 9  | 6 | 4 | 1 | 1 | 7  | 3  |
|  | 2.   | Palermo       | 8  | 6 | 4 | 0 | 2 | 10 | 5  |
|  | 3.   | Foggia        | 4  | 6 | 1 | 2 | 3 | 4  | 8  |
|  | 4.   | Cagliari (-1) | 2  | 6 | 1 | 1 | 4 | 3  | 8  |

Legenda:
      Ammesso alla finale nazionale.
Regolamento:
Due punti a vittoria, uno a pareggio, zero a sconfitta.
Vigeva il pari merito. In caso di assegnazione di un titolo (promozione o retrocessione) veniva disputata una gara di spareggio.
Note:
Il Cagliari ha scontato 1 punto di penalizzazione a seguito di disordini in una gara giocata in casa, per forfait alla gara successiva.
Lecce qualificato in finale dopo spareggio, a Napoli, 21 luglio 1929, Lecce-Palermo 1-0.

#### Calendario
| andata (1ª) | andata (1ª) | 1ª giornata     | ritorno (4ª) | ritorno (4ª) |
|             |             |                 |              |              |
| 2 giu.      | 2-1         | Cagliari-Foggia | 0-0          | 23 giu.      |
| 2 giu.      | 2-0         | Palermo-Lecce   | 0-2          | 23 giu.      |

| andata (2ª) | andata (2ª) | 2ª giornata      | ritorno (5ª) | ritorno (5ª) |
|             |             |                  |              |              |
| 9 giu.      | 1-1         | Foggia-Lecce     | 0-1          | 30 giu.      |
| 9 giu.      | 2-1         | Palermo-Cagliari | 2-0          | 30 giu.      |

| andata (1ª) | andata (1ª) | 1ª giornata     | ritorno (4ª) | ritorno (4ª) |
|             |             |                 |              |              |
| 2 giu.      | 2-1         | Cagliari-Foggia | 0-0          | 23 giu.      |
| 2 giu.      | 2-0         | Palermo-Lecce   | 0-2          | 23 giu.      |

| andata (2ª) | andata (2ª) | 2ª giornata      | ritorno (5ª) | ritorno (5ª) |
|             |             |                  |              |              |
| 9 giu.      | 1-1         | Foggia-Lecce     | 0-1          | 30 giu.      |
| 9 giu.      | 2-1         | Palermo-Cagliari | 2-0          | 30 giu.      |

| \| andata (3ª) \| andata (3ª) \| 3ª giornata \| ritorno (6ª) \| ritorno (6ª) \| \| \| \| \| \| \| \| 16 giu. \| 1-0 \| Lecce-Cagliari[25] \| 2-0 \| 7 lug. \| \| 16 giu. \| 4-0 \| Palermo-Foggia \| 0-2 \| 7 lug. \| |             |                |              |              |
| andata (3ª) | andata (3ª) | 3ª giornata    | ritorno (6ª) | ritorno (6ª) |
| |             |                |              |              |
| 16 giu. | 1-0         | Lecce-Cagliari | 2-0          | 7 lug.       |
| 16 giu. | 4-0         | Palermo-Foggia | 0-2          | 7 lug.       |

| andata (3ª) | andata (3ª) | 3ª giornata    | ritorno (6ª) | ritorno (6ª) |
|             |             |                |              |              |
| 16 giu.     | 1-0         | Lecce-Cagliari | 2-0          | 7 lug.       |
| 16 giu.     | 4-0         | Palermo-Foggia | 0-2          | 7 lug.       |

#### Spareggio equitativo
|       | Risultati |         | Luogo e data           |
| ----- | --------- | ------- | ---------------------- |
| Lecce | 1-0       | Palermo | Napoli, 21 luglio 1929 |
|       |           |         |                        |

### Girone B

#### Classifica finale
|  | Pos. | Squadra           | Pt       | G | V | N | P | GF | GS |
|  | ---- | ----------------- | -------- | - | - | - | - | -- | -- |
|  | 1.   | Taranto           | 5        | 4 | 2 | 1 | 1 | 10 | 7  |
|  | 2.   | Pippo Massangioli | 4        | 4 | 2 | 0 | 2 | 8  | 8  |
|  | 3.   | Tommaso Gargallo  | 3        | 4 | 1 | 1 | 2 | 5  | 8  |
|  | 4.   | Ternana           | Rinuncia |   |   |   |   |    |    |

Legenda:
      Ammesso alla finale nazionale.
      Escluso dal campionato.
Regolamento:
Due punti a vittoria, uno a pareggio, zero a sconfitta.
Vigeva il pari merito. In caso di assegnazione di un titolo (promozione o retrocessione) veniva disputata una gara di spareggio.
Note:
La Ternana rinunciò a disputare le fasi finali.

#### Calendario
| andata (1ª) | andata (1ª)     | 1ª giornata                | ritorno (4ª) | ritorno (4ª) |
|             |                 |                            |              |              |
| 2 giu.      | 3-1             | Pippo Massangioli-Gargallo | 0-2          | 23 giu.      |
| 2 giu.      | Riposa: Taranto |                            |              | 23 giu.      |

| andata (2ª) | andata (2ª)              | 2ª giornata               | ritorno (5ª) | ritorno (5ª) |
|             |                          |                           |              |              |
| 9 giu.      | 4-1                      | Taranto-Pippo Massangioli | 1-4          | 30 giu.      |
| 9 giu.      | Riposa: Tommaso Gargallo |                           |              | 30 giu.      |

| andata (1ª) | andata (1ª)     | 1ª giornata                | ritorno (4ª) | ritorno (4ª) |
|             |                 |                            |              |              |
| 2 giu.      | 3-1             | Pippo Massangioli-Gargallo | 0-2          | 23 giu.      |
| 2 giu.      | Riposa: Taranto |                            |              | 23 giu.      |

| andata (2ª) | andata (2ª)              | 2ª giornata               | ritorno (5ª) | ritorno (5ª) |
|             |                          |                           |              |              |
| 9 giu.      | 4-1                      | Taranto-Pippo Massangioli | 1-4          | 30 giu.      |
| 9 giu.      | Riposa: Tommaso Gargallo |                           |              | 30 giu.      |

| \| andata (3ª) \| andata (3ª) \| 3ª giornata \| ritorno (6ª) \| ritorno (6ª) \| \| \| \| \| \| \| \| 16 giu. \| 2-2 \| Gargallo-Taranto \| 0-3 \| 7 lug. \| \| 16 giu. \| Riposa: Pippo Massangioli \| \| \| 7 lug. \| |                           |                  |              |              |
| andata (3ª) | andata (3ª)               | 3ª giornata      | ritorno (6ª) | ritorno (6ª) |
| |                           |                  |              |              |
| 16 giu. | 2-2                       | Gargallo-Taranto | 0-3          | 7 lug.       |
| 16 giu. | Riposa: Pippo Massangioli |                  |              | 7 lug.       |

| andata (3ª) | andata (3ª)               | 3ª giornata      | ritorno (6ª) | ritorno (6ª) |
|             |                           |                  |              |              |
| 16 giu.     | 2-2                       | Gargallo-Taranto | 0-3          | 7 lug.       |
| 16 giu.     | Riposa: Pippo Massangioli |                  |              | 7 lug.       |

## Finale
|       | Risultati |         | Luogo e data           |  |
| ----- | --------- | ------- | ---------------------- |  |
| Lecce | 2-2 (dts) | Taranto | Napoli, 28 luglio 1929 |  |
|       |           |         |                        |  |

|       | Risultati |         | Luogo e data        |  |
| ----- | --------- | ------- | ------------------- |  |
| Lecce | 3-1       | Taranto | Bari, 4 agosto 1929 |  |
|       |           |         |                     |  |

- Lecce campione della 1ª Divisione Sud e promosso in Serie B 1929-30.

### Giornali
- Il Littoriale, quotidiano sportivo consultabile presso l'Emeroteca del CONI e la Biblioteca Nazionale Centrale di Firenze.
- Gazzetta dello Sport, stagione 1928-1929, consultabile presso le Biblioteche:
  - Biblioteca Civica di Torino;
  - Biblioteca nazionale braidense di Milano,
  - Biblioteca civica Berio di Genova,
  - Biblioteca Nazionale Centrale di Firenze,
  - Biblioteca Nazionale Centrale di Roma.

### Libri
- Annuario Italiano del Giuoco del Calcio - Volume 2º 1928-29 compilazione a cura di Luigi Saverio Bertazzoni per conto della F.I.G.C., Modena - 1929.
Il libro è consultabile presso l'Emeroteca del C.O.N.I. di Roma, la Biblioteca Estense universitaria di Modena e la Biblioteca Nazionale Centrale di Firenze.
- Carlo Fontanelli, Annogol 1928-29, Empoli (FI), Geo Edizioni S.r.l..